# Regiondjursjukhuset Blå Stjärnan
Blå Stjärnans Djursjukhus i Göteborg är Sveriges största djursjukhus. Blå Stjärnans Djursjukhus bildades 1933 och erbjuder djursjukvård dygnet runt, årets alla dagar, för hundar, katter och mindre sällskapsdjur. Djursjukhuset förekommer i SVT:s TV-serie Djursjukhuset och finansieras av Stiftelsen Blå Stjärnan.

## Historia
23 januari 1933 öppnade frivilligorganisationen Svenska Röda Stjärnan, sedermera Svenska Blå Stjärnan (1941), ett sjukstall i Gamlestaden. Det första året tog man emot 645 djur för i huvudsak enkel sårvård. Intresset för sällskapsdjur och behovet av vård för dem ökade dock och i mitten av 1960-talet hade antalet patienter vuxit till runt 25 000 djur per år och klinikbyggnaden blev för liten. 25 augusti 1967 invigdes ett helt nytt djursjukhus på Ringön i Göteborg som finansierades genom stöd från Göteborgs kommun och privata donationer. Bland annat anordnade Göteborgs-Postens chefredaktör, Harry Hjörne, en djurparad där över 35 000 människor tågade uppför Kungsportsavenyn till förmån för Blå Stjärnan. Även Volvo engagerade sig och skänkte en Volvo Duett för att köra sjuka djur i. Under 1990-talet hade djursjukhuset återigen blivit för litet och byggdes ut.

## Om Blå Stjärnan
Blå Stjärnans Djursjukhus tar emot mer än 42 000 besök varje år och har, utöver specialistkompetens inom hundens och kattens sjukdomar, även spetskompetens inom bland annat kirurgi, invärtesmedicin, akut- och intensivvård, ortopedi, oftalmologi, bilddiagnostik, kardiologi och neurologi. Blå Stjärnan är dessutom unika med kompetens inom exotiska smådjur och gnagare.  
Blå Stjärnans Djursjukhus är stiftelseägt och drivs inte av vinstintresse utan av ett engagemang för djur och deras ägare. Djursjukhuset är ett helägt dotterbolag till stiftelsen Svenska Blå Stjärnans Djursjukhus i Västra Götaland och all vinst återinvesteras i ny utrustning, bättre lokaler och vidareutbildning av personal.